# Dieter Heinzig
Dieter Heinzig (* 6. Juni 1932 in Burkhardtsdorf; † 2. November 2023) war ein deutscher China- und Osteuropahistoriker.

## Leben
Nach einem zweijährigen Studium der Sinologie und Japanologie an der Humboldt-Universität (Ost-Berlin) wurde er 1954 aus politischen Gründen zwangsexmatrikuliert und ging nach Westdeutschland. An den Universitäten Hamburg, Kiel, Köln und Bochum studierte er Geschichte Chinas, Geschichte Osteuropas und Rechtswissenschaften und wurde 1977 mit einer Dissertation zu den sowjetisch-chinesischen Beziehungen in den 1920er Jahren an der Universität Bochum zum Dr. phil. promoviert. 1962 bis 1964 war er wissenschaftlicher Mitarbeiter am Seminar für Politik, Gesellschaft und Recht Osteuropas der Universität Kiel, von 1962 bis 1997 wissenschaftlicher Mitarbeiter am Bundesinstitut für Ostwissenschaftliche und Internationale Studien in Köln (BIOst), zuletzt als Stellvertretender Direktor und Leiter der Asien-Abteilung. In dieser Zeit war er mehrmals als Lehrbeauftragter an der Universität Köln zu Themen der internationalen Beziehungen in Asien tätig. Von 1973 bis 1999 war er Stellvertretender Vorsitzender der Deutschen Gesellschaft für Asienkunde e. V. (Hamburg).

## Schriften (Auswahl)
- Die Krise der Kommunistischen Partei Chinas in der Kulturrevolution. Harrasowitz, Wiesbaden 1969.
- Disputed Islands in the South China Sea. Paracels, Spratlys, Pratas, Macclesfield Bank. Harrassowitz, Wiesbaden 1976. ISBN 978-3-447-01804-3
- Sowjetische Militärberater bei der Kuomintang 1923–1927. Nomos, Baden-Baden 1978. ISBN 978-3-7890-0371-4
- (Hrsg. mit Joachim Glaubitz): Die Sowjetunion und Asien in den 80er Jahren, Ziele und Grenzen sowjetischer Asienpolitik zwischen Indischem Ozean und Pazifik. Nomos, Baden-Baden 1988. ISBN 978-3-7890-1553-3
- Die Sowjetunion und das kommunistische China 1945 – 1950. Der beschwerliche Weg zum Bündnis. Nomos, Baden-Baden 1998. ISBN 978-3-7890-5370-2. Englisch: The Soviet Union and Communist China 1945–1950 - The Ardouos Road to the Alliance. M.E. Sharpe, Armonk (New York) und London (England) 2004. ISBN 0-7656-0785-9
- 迪特・海茵茨希 Dite Haiyincixi: Zhong-Su zouxiang lianmeng de jiannan licheng. Xinhua Publishing House, Peking 2001. ISBN 978-7-5011-5171-4